# 暴風雨後的寧靜
暴風雨後的寧靜是荷蘭音樂組合赤胸朱顶雀组合的歌曲。由羅伯·克羅斯比、J·B·梅爾（J.B. Meyers）、伊茜·狄蘭吉（Ilse Delange）、傑克·埃瑟里奇（Jake Etheridge）、和馬修·克羅斯比（Matthew Crosby）共同創作。於2014年3月14日透過环球音乐發行單曲，收錄在组合首張同名專輯《赤胸朱顶雀组合》。歌曲代表荷兰參與2014年在丹麥哥本哈根舉辦的2014年歐洲歌唱大賽，赤胸朱顶雀组合最終以238分獲得比賽亞軍。

## 製作與發行
歌曲時長3分4秒，每分鐘116拍以降A大調創作，伊茜·狄蘭吉和韋倫的演唱音域位在A♭4至A♭5之間，羅伯·克羅斯比、J·B·梅爾（J.B. Meyers）、伊茜·狄蘭吉（Ilse Delange）、傑克·埃瑟里奇（Jake Etheridge）、和馬修·克羅斯比（Matthew Crosby）共同詞曲創作。官方榜单公司形容為樸實、惆悵，有著奇妙氛圍的抒情歌曲，則將歌曲歸類在鄉村民謠、流行民謠和藍草音樂。Eurovision.de的派翠西亞·巴特列（Patricia Batlle）也認為歌曲有著鄉村、民謠和藍草風貌。
赤胸朱顶雀组合在2014年3月12日，於荷蘭節目《De Wereld Draait Door》上首度現場演出，隔日又在上演出。單曲於2014年3月14日發行，封面由荷蘭設計師朗斯·德克爾（Rens Dekker）設計，暴風雨後的寧靜收錄於組合首張同名錄音室專輯中，其專輯封面也由德克爾設計。音樂錄影帶在3月17日釋出，於荷蘭埃丹拍攝。影片以黑白畫面呈現，伊茜·狄蘭吉和韋倫大多背對著鏡頭或是隱藏在陰影中。

## 歐洲歌唱大賽

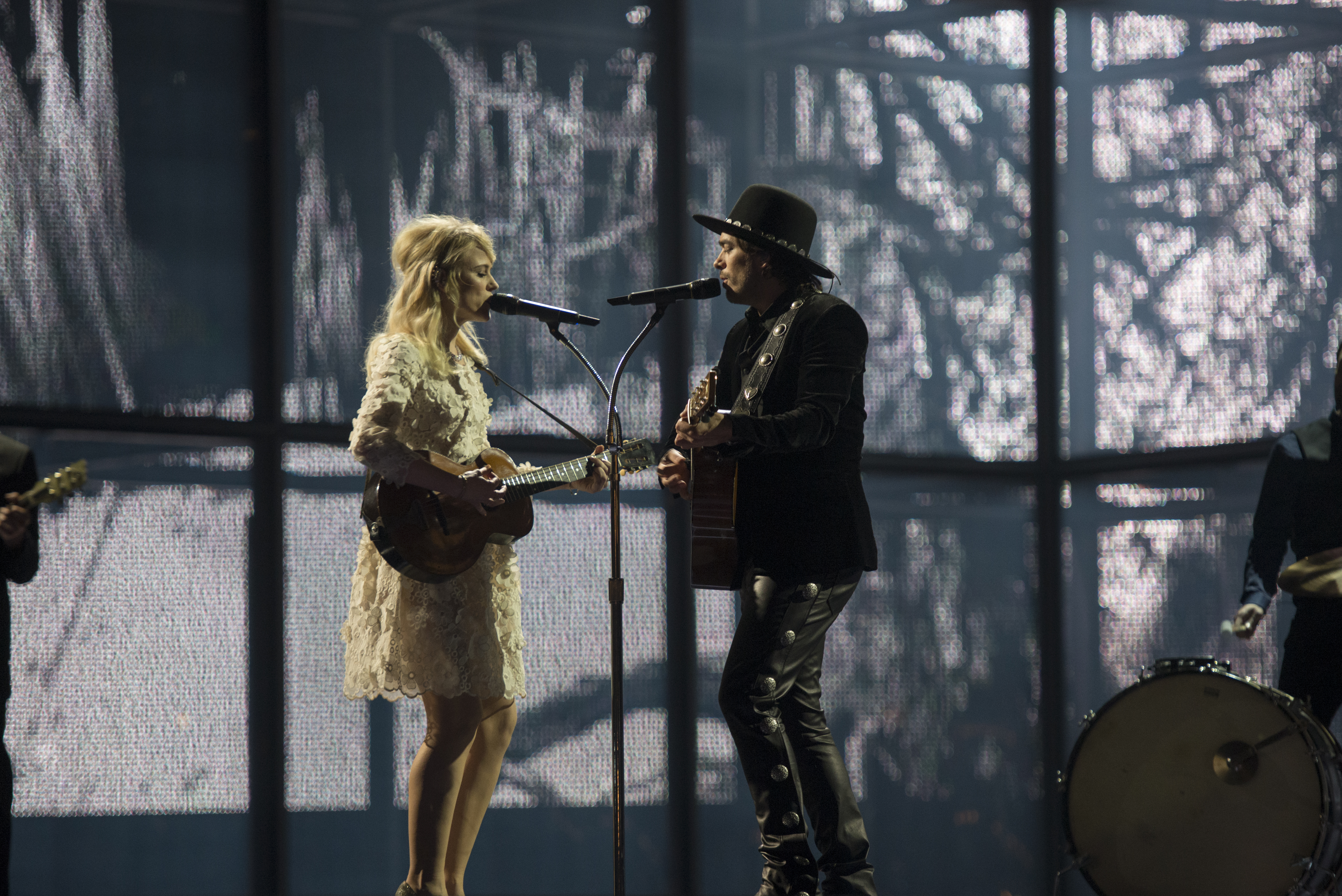
紅塵雀鳥樂團在2014年歐洲歌唱大賽

面對2014年的比賽，荷蘭一改以往的「公開徵選」改用「內部決定」選出參賽者，AVROTROS最終推派伊茜·狄蘭吉和韋倫的組合赤胸朱顶雀组合代表荷兰參賽。本屆欧洲歌唱大赛於丹麥哥本哈根B&W Hallerne舉行，暴風雨後的寧靜經過「半決賽分配抽籤」被安排在5月6日舉行的第一場半決賽（Semi-final 1）。組合以150分獲得第一場半決賽冠軍，成功進入決賽。在賽場上，一道曙光劃破昏暗的舞台，狄蘭吉穿著一襲白色連身裙在舞台上，一身黑色衣裳的韋倫站在她對面彈著吉他，貝斯手、大提琴手和鼓手在一旁演奏著音樂，地上的車道線緩緩移動，給人一種在荒野行駛的錯覺。後方的巨型LED螢幕不時投射出樹木、鳥兒和落雨，隨著歌曲即將結束，暴風雨般的場景逐漸明亮、平靜。韋倫在記者會上表示「這和服裝、水鑽、舞者無關。只有兩個聲音、兩把吉他，接著就是唱出心聲」。組合的演出被Eurovision.de評為成功祕訣之一，它證明了不用聲光特效也能有令人動容的表現。
決賽於5月10日舉行，紅塵雀鳥樂團的決賽演出序位被安排在第24，即倒數第3組。最終，暴風雨後的寧靜以238分獲得2014年歐洲歌唱大賽亞軍。據統計，有320萬名荷蘭人觀賞了紅塵雀鳥樂團在第一場半決賽的演出。決賽更是吸引650萬名荷蘭人觀賞。憑藉其優異表現，暴風雨後的寧靜獲頒馬塞爾·貝桑松獎「歌手獎」和「作曲家獎」。

## 專業評價
英國《每日镜报》的卡爾·格林伍德（Carl Greenwood）形容歌曲沉著穩重、情感真摯、演出新穎，兩人優美的歌聲，只可惜有時韋倫的聲音會被狄蘭吉蓋過去。對比蒙特內哥羅選手令人窒息到想鋸人的作品，舒眠的暴風雨後的寧靜簡直好聽到不行。英國《衛報》的史都華·赫里蒂奇（Stuart Heritage）稱讚歌曲好聽且與眾不同，認為它鄉村民謠、佛利伍麥克、灯芯绒般的質感肯定能擄獲BBC廣播二台的觀眾。英国广播公司的評論員們稱其為獨一無二的正宗美式西部音樂，雖然它並不是那麼引人注意，但其優雅不做作的樣貌在眾多華麗炫目的比賽曲目中格外突出。
來自德國《明鏡》的菲利克斯·拜爾（Felix Bayer）稱兩人表現出色，緩緩的歌聲配合著吉他，在一群過分戲劇化的選手中顯得格外特別。Wiwibloggs的內部評審團給予4.4/10分，評審團表示根本感受不到伊茜·狄蘭吉和韋倫的化學反應，歌曲是很美，但它美得令人想睡。本作分數在2010年代的評選中上升至7.91/10分，評審團稱其為有史以來最好的舞台演出，驚嘆一首在錄音室裡聽著平淡無奇的歌曲居然能在歐洲歌唱大賽的舞台變得栩栩如生。
將歌曲列為「2010年代百大歐洲歌唱大賽歌曲」第28名，評論稱暴風雨後的寧靜也許是最不可能征服歐洲的歌曲，這首鄉村歌曲的魔力在兩人登台後完全釋放，沉穩內斂的氣息順著和弦融入在溫柔婉約的歌聲。評論還抱怨美國鄉村歌手們怎麼還不翻唱這首歌。在荷蘭公共廣播公司NPO Radio 2的民調中，暴風雨後的寧靜根據14國調查排名第18。

## 商業成績
暴風雨後的寧靜是2014年歐洲歌唱大賽所有參賽作品商業表現最好的歌曲，排在《告示牌》Euro Digital Song Sales第4名。歌曲拿下荷蘭百大單曲榜冠軍、荷蘭四十強單曲榜亞軍，年度排名分別為第17名、第60名，以等價銷售超過32萬獲頒荷蘭音像製品製作與進口協會4白金認證。
除了荷蘭商業表現優異，暴風雨後的寧靜還拿下比利時（佛兰德）、冰島冠軍，是奧地利、丹麥亞軍。歌曲在英國單曲排行榜排名第9，擊敗了排在第17名的比賽冠軍如鳳凰升起。歌曲成功帶動專輯買氣，环球音乐表示專輯發行不久便銷售一空，正加量生產滿足市場需求。

## 參與名單
來源：Qobuz、荷蘭四十強單曲榜
- 羅伯·克羅斯比（英语：Rob Crosby） – 詞曲創作
- J·B·梅爾（J.B. Meyers） – 詞曲創作、製作人、吉他、貝斯吉他、鍵盤、錄音工程、相關演出、錄音室人員
- 黛絲·普羅珀（Darcy Proper） – 母帶製作、錄音室人員
- 保羅·富蘭克林（Paul Franklin） – 踏板鋼棒吉他、相關演出
- 羅納德·普雷特（Ronald Prent） – 混音、錄音工程、錄音室人員
- 伊茜·狄蘭吉（Ilse Delange） – 製作人、人聲、相關演出、詞曲創作
- 韋倫 – 人聲、相關演出
- 傑克·埃瑟里奇（Jake Etheridge） – 詞曲創作
- 赤胸朱顶雀组合 – 主藝人
- 馬修·克羅斯比（Matthew Crosby） – 詞曲創作
- 拜特·維爾古森（Bart Vergoossen） – 鼓、打擊樂、相關演出
- 费利克斯·托尼耶（Felix Tournier） – 錄音工程、混音助理、錄音室人員
- 费克·范登赫克（Fieke van den Hurk） – 錄音工程助理、錄音室人員

## 排行和銷量認證
| 排行榜（2014年）                          | 排名 |
| ----------------------------------------- | ---- |
| 澳大利亚（澳大利亚唱片业协会單曲榜）      | 66   |
| 奧地利（Ö3四十強單曲榜）                  | 2    |
| 比利时佛兰德（Ultratop單曲榜）            | 1    |
| 比利時瓦隆（Ultratop單曲榜）              | 20   |
| 丹麥（Hitlisten）                         | 2    |
| 歐洲（《告示牌》Euro Digital Song Sales） | 4    |
| 芬蘭（芬蘭官方下載榜）                    | 6    |
| 法國（法國唱片出版業公會單曲榜）          | 102  |
| 德國（德國官方單曲榜）                    | 3    |
| 匈牙利（四十強單曲榜）                    | 4    |
| 冰島（RÚV）                               | 1    |
| 愛爾蘭（愛爾蘭唱片音樂協會单曲榜）        | 4    |
| 荷蘭（荷蘭四十強單曲榜）                  | 2    |
| 荷蘭（百大單曲榜）                        | 1    |
| 蘇格蘭（官方榜单公司單曲榜）              | 8    |
| 西班牙（西班牙音樂製作協會）              | 5    |
| 瑞典（瑞典最熱榜）                        | 36   |
| 瑞士（瑞士热门音乐榜）                    | 3    |
| 英國（官方榜单公司單曲榜）                | 9    |

| 榜單（2014年）                 | 排名 |
| ------------------------------ | ---- |
| 奧地利（Ö3四十強單曲榜）       | 6    |
| 比利时佛兰德（Ultratop單曲榜） | 68   |
| 德國（德國官方單曲榜）         | 22   |
| 匈牙利（四十強單曲榜）         | 99   |
| 荷蘭（荷蘭四十強單曲榜）       | 60   |
| 荷蘭（百大單曲榜）             | 17   |

| 國家或地區                                                               | 認證  | 認證單位/銷量 |
| ------------------------------------------------------------------------ | ----- | ------------- |
| 奧地利（國際唱片業協會奧地利分會）                                       | 金    | 15,000*       |
| 德國（聯邦音樂產業協會）                                                 | 3× 金 | 450,000‡      |
| 荷蘭（荷蘭音像製品製作與進口協會）                                       | 金    | 10,000^       |
| - *僅含認證的實際銷量 - ^僅含認證的出貨量 - ‡僅含認證的串流媒體+實際銷量 |       |               |

## 外部連結
- YouTube上的赤胸朱顶雀组合在決賽的演出